# Marconi (metropolitana di Brescia)
Marconi è una fermata della metropolitana di Brescia. Si trova in via Guglielmo Marconi, presso l'ex ospedale di Sant'Antonino, ai confini dei quartieri di Borgo Trento e di Crocifissa di Rosa. 

## Storia
La fermata fu inaugurata il 19 gennaio 2013, nell'ambito di una serie di cerimonie in cui i singoli impianti della metropolitana furono mostrati al pubblico prima dell'effettivo inizio del servizio metropolitano. Fu poi aperta al servizio pubblico il 2 marzo seguente, assieme a tutta la linea.
Nel novembre 2017 fu completata la posa della copertura in vetro e acciaio delle scale d'ingresso.

## Strutture e impianti
L'impianto appartiene all'insieme delle stazioni profonde aperte della linea metropolitana: sei lucernari a forma piramidale, posizionati nel parco di Sant'Antonino, consentono alla luce naturale di giungere fino al piano binari che si trova in profondità rispetto a quello della campagna. Come in tutte le stazioni della metropolitana, sono presenti le porte di banchina, che impediscono ai viaggiatori di accedere ai binari in assenza del treno.

## Servizi
La stazione dispone di:
- Biglietteria automatica

## Interscambi
- Fermata autobus